# Promovendus
Een promovendus/promovenda (uit het Latijn: 'hij die (nog) gepromoveerd moet worden', meervoud: promovendi) is iemand die door een geaccrediteerde instelling (meestal universiteit) formeel erkend is als iemand die uitzicht heeft op een promotie tot de academische graad van doctor.
Hiervoor dient normaal gezien een proefschrift geschreven te worden dat publiekelijk verdedigd dient te worden. Aan het einde van deze verdediging wordt de promovendus/promovenda gepromoveerd tot doctor.
In Duitsland en België wordt de term promovendus voorbehouden voor wie in de nabije toekomst effectief uitzicht heeft op zijn promotie tot doctor: wanneer het proefschrift is afgerond en enkel de verdediging nog dient te gebeuren. Een onderzoeker die nog aan zijn proefschrift werkt wordt als doctorandus/doctoranda ('Doktorand' in het Duits) of doctoraatsstudent aangeduid. 'Doctorandus'/doctoranda is Latijn voor 'hij/zij die zijn doctorstitel moet behalen'. Aangezien dat woord in Nederland tot de invoering van de master titles de betekenis had van iemand die enkel is afgestudeerd in de meeste richtingen (met uitzondering van technische opleidingen (ingenieur) en rechten (meester). In Nederland is een doctoran dus niet perse iemand die doctoreert. Hierom wordt een persoon die aan zijn proefschrift werkt in Nederland aangeduid met 'promovendus/promovenda'.
In de Angelsaksische landen wordt een promovendus/promovenda dan wel doctorandus/doctoranda een 'PhD-student', een 'PhD-candidate', of soms een 'research assistant' (met een tijdelijk contract) genoemd.
Naar Nederlandse maatstaven zijn promovendi geen studenten, maar iemand die wetenschappelijk onderzoek verricht (een afzonderlijke wettelijke taak van universiteiten). Daarom zijn promovendi in Nederland veelal als werknemer in dienst van universiteiten. Ook is het mogelijk dat iemand promoveert op een onderzoek dat hij of zij uitvoert in een industrieel laboratorium, in een lectoraat, in een perifeer ziekenhuis, of in een wetenschappelijke bibliotheek. Tot voor kort werden zulke "buitenpromovendi" nog weleens gediscrimineerd door universiteiten, maar wettelijk is de enige eis dat een promovendus/promovenda een origineel proefschrift van voldoende niveau schrijft en verdedigt. Universiteiten krijgen echter ook subsidie voor geslaagde buitenpromoties en zijn daarom steeds beter gemotiveerd ook deze groep promovendi te koesteren.

## Sport
Promovendus wordt ook als sportterm gebruikt. Een sportploeg die in een competitie promoveert naar een hogere klasse, wordt in die klasse gedurende het eropvolgende seizoen promovendus genoemd. Eigenlijk is die term niet juist, omdat de promotie dan al heeft plaatsgevonden. Promotus (bevorderde) zou een betere term zijn.